# Constitución (Buenos Aires)

Lage von Constitución in Buenos Aires

Constitución ist ein Stadtteil im Osten der argentinischen Hauptstadt Buenos Aires. Er hat knapp 46.000 Einwohner (Stand 2001) auf einer Fläche von 2,1 Quadratkilometer. Die Bevölkerungsdichte beträgt somit rund 21.900 Einwohner/km² und liegt damit weit über dem Durchschnitt von Buenos Aires mit ca. 13.500 Einwohnern/km².
Das Zentrum des Stadtteils bilden der Bahnhof und die Plaza Constitución.

## Geschichte
Die Siedlung, zu Kolonialzeiten am Stadtrand von Buenos Aires gelegen, erhielt 1769 Gemeinderechte und wurde acht Jahre später in Buenos Aires eingemeindet. Im Stadtteil befand sich eine Mission der Bethlehemiten, die dort bis 1821 ein Genesungsheim unterhielten. Anschließend wurde die Gegend Standort eines großen Bauernmarktes, der die bauliche und wirtschaftliche Entwicklung des Ortes förderte. 1856 wurde der Markt zum Gedenken an die Verfassungsgebung „Constitución“ benannt und die Siedlung um den Markt herum übernahm den Namen.
1864 begannen die Arbeiten an der Ferrocarril General Roca, einer Bahnlinie von Buenos Aires in Richtung Süden. Neben dem Markt wurde ein Bahnhof errichtet und die Bevölkerung stieg durch den Zuzug von Immigranten schnell an. 1885 wurde ein neues Bahnhofsgebäude eingeweiht und der Markt abgerissen, um Platz zu schaffen für die Plaza Constitución. Aus einem christlichen Hospital, das Barton Lodge 1844 eröffnet hatte, wurde 1887 das Hospital Británico (Britisches Krankenhaus).
1891 wurde Constitución Heimat für Hipólito Yrigoyen, der sich für das allgemeine (männliche) Wahlrecht und geheime Abstimmung in Argentinien einsetzte. 1916 wurde er zum Präsidenten gewählt. 1930 wurde sein Haus in Constitución nach einem Putsch gegen ihn geplündert.
1976 gab es Pläne für acht Schnellstraßen durch Buenos Aires, von denen drei fertiggestellt wurden. Die zwei verkehrsreichsten, die Autopista 25 de Mayo und die Avenida 9 de Julio, treffen sich an einem Knotenpunkt im Nordosten Constitucións. Zwar von großem Nutzen für Pendler, führte die Belastung durch den Verkehr zu einem Exodus eines großen Teils der Mittelschicht-Bewohner von Constitución.